# Avex
Avex Inc. (japonès: エイベックス株式会社, romanitzat: Eibekkusu kabushiki gaisha /əˈvɛks/ /ˈeɪvɛks/, comunament conegut com a Avex i estilitzat com avex) és un conglomerat japonès de Max Matsuura fundat a Tòquio. Fundada el 1988, l'empresa gestiona talents de J-pop com Ayumi Hamasaki i la sensació d'Internet PikoTaro. També s'ha traslladat a altres dominis empresarials com l'anime, els videojocs i els esdeveniments de música en directe, s'ha associat amb Ultra Music Festival i acollit l'A-nation anual. L'empresa és membre del keiretsu Mitsubishi UFJ Financial Group (MUFG).
L'1 d'octubre de l'any 2004 l'aliança de la companyia va canviar el seu nom a Avex Group Holdings Inc., i simultàniament també va ser creada la seua pròpia empresa de relacions públiques avex entertainment inc.
L'empresa posseeix nombrosos discogràfiques i segells dins d'ella mateixa, i també allotja a nombrosos artistes, diversos d'ells convertint-se en grans èxits dins del Japó. La cantant del segell Ayumi Hamasaki ha guanyat el premi de millor artista de l'any en els Japan Record Awards des del 2001 al 2003 de forma consecutiva, i el 2005 ho va guanyar la cantant Kumi Kōda.

## Discogràfiques
- avex-CLASSICS
- avex trax
- avex tune
- avex globe
- avex io
- cutting edge
  - motorod
  - avex ideak
  - JUNK MUSEUM
  - nakedrecords
- rhythm zone
- rhythm republic
- SONIC GROOVE
- avex mode
- binyl records
- LOVE LIFE RECORDS
- えんか!!えいべっくす - 東京プリン専用
- RytheMedia Tribe
- Vellfare Records
- HI-BPM STUDIO
- MODE99
- D-FORCE